# Cypnawołok
Cypnawołok (ros. Цыпнаволок) – osiedle w Rosji w obwodzie murmańskim w rejonie peczengijskim.